# Ålstorp
Ålstorp är en tidigare småort i Ränneslövs socken i Laholms kommun. 2015 hade SCB ändrat definitionen av småorter något, varvid Ålstorp inte längre uppfyllde kriterierna för att kvarstå som småort.